# Télésiège du mont Solaro
Le télésiège du mont Solaro – en italien seggiovia Monte Solaro – est un télésiège italien à Anacapri, en Campanie. Doté de 156 sièges individuels, il permet d'atteindre le mont Solaro, point culminant de Capri.